# Смыков, Игорь Александрович
И́горь Алекса́ндрович Смы́ков (19 августа 1967, Москва — 2 октября 2010, Москва) — советский и российский юрист, получивший широкую известность своими гражданскими исками в российских судах (к телекомпании «РЕН ТВ», о проверке законности слияния компаний «ЮКОС» и «Сибнефть», к Роспотребнадзору о запрете продажи на территории России напитков «Кока-Кола» и «Пепси-Кола»). Эти гражданские иски были судами отклонены.

## Биография
Игорь Смыков родился 19 августа 1967 года в Москве.
В 1991 году окончил Московскую государственную юридическую академию (МГЮА-ВЮЗИ) по специальности «правоведение». В период обучения в институте: с 1987 по 1989 год был председателем научного студенческого общества ВЮЗИ, с 1988 по 1991 год был заместителем декана факультета общественных профессий ВЮЗИ.
В 1984—1986 годах проходил службу в Военной прокуратуре МВО.
В 1987—1988 годах работал юристом в Госстрое РСФСР; в 1988—1990 годах — инструктор административных органов Бауманского РК ВЛКСМ Москвы, член СМУиС МГК ВЛКСМ; в 1991 году — инструктор ЦК ВЛКСМ. По данным ряда СМИ, Смыков существенно помог становлению бизнеса Михаила Ходорковского на раннем этапе его существования (конец 1980-х годов), оказывая ему поддержку и покровительство по линии МГК ВЛКСМ.
С 1991 года он работал главным административно-техническим инспектором ЦАО Москвы. В июле 1993 года он был арестован за взятку от предпринимателя-торговца в размере 100 тысяч неденоминированных рублей. В 1993 году И. А. Смыков был приговорен к двум годам тюремного заключения за взятку. Через 10 лет по вновь открывшимся обстоятельствам дела он был второй раз осужден за то же правонарушение.
С 1995 по 2003 год занимался предпринимательской деятельностью.
В сентябре 2003 года оставил бизнес и занялся общественно-политической и правозащитной деятельностью, основав в Москве общественное движение «За социальную справедливость». Председатель общественного движения «За социальную справедливость», по его собственному утверждению — профессор, член-корреспондент общественного объединения РАЕН.
1 октября 2010 года Игорь Смыков, согласно сообщению его детей на официальном сайте, был госпитализирован в тяжелом состоянии.
На следующий день скончался на 44-м году жизни от отёка мозга.

## Известные иски Смыкова
Смыков получил известность тем, что в 2000-е годы подал несколько исков, вызвавших отклики в СМИ. В частности к телекомпании «РЕН ТВ», о проверке законности слияния компаний «ЮКОС» и «Сибнефть», к Роспотребнадзору о запрете продажи на территории России напитков «Кока-Кола» и «Пепси-Кола»). Эти гражданские иски были судами отклонены.

### Иск к «РЕН ТВ» о запрете «Симпсонов» и «Гриффинов»
Широко известный судебный процесс по иску И. А. Смыкова к телекомпании «РЕН ТВ» о запрете показа в «детское» время известных американских мультсериалов «Гриффины» и «Симпсоны» как пропагандирующих гомосексуализм, насилие и жестокость.
Процесс проходил в Хамовническом районном суде города Москвы с 2003 по 2005 год, и осенью 2005 года был проигран.
Дело имело значительный общественный резонанс как в России, так и за рубежом (в интернете имеется несколько тысяч ссылок об этом деле в российских и зарубежных СМИ).
В марте 2005 года Госдума РФ на своём пленарном заседании приняла протокольное поручение к контролирующему в то время СМИ Минсвязи РФ о проверке законности трансляции вышеназванных мультсериалов.
Целый ряд телеканалов после окончания вышеназванного судебного процесса стали добровольно маркировать свою мультпродукцию специальными знаками, показывающими, для какой возрастной аудитории они предназначены. Мультсериалы «Симпсоны» и «Гриффины» будут выведены из сетки вещания «РЕН ТВ» в конце 2000-х годов — в связи с изменением руководящего состава и всей программной политики телеканала.

## Смыков и дело Евсюкова
9 февраля 2010 года И. А. Смыков, будучи допрошенным в ходе судебного разбирательства в качестве свидетеля, высказал предположение о том, что Евсюков в момент произошедшего мог находиться под воздействием гипноза и психотропных препаратов. Для подтверждения этой версии Смыков предложил суду провести ещё одну экспертизу — назначить Евсюкову сеанс регрессного гипноза, во время которого подсудимый смог бы рассказать, что действительно происходило с ним в тот день. Однако допрошенный на следующем судебном заседании эксперт-психиатр Григоров поставил под сомнение вышеназванное предположение, указав на то, что «отдельно такой вопрос (о гипнозе) не ставился, но мы исследовали всё и таких данных не выявили».
20 марта 2010 года И. А. Смыков в прямом эфире «Русской службы новостей» рассказал о заявлениях бывшего сотрудника спецслужб, участвовавшего, с его слов, в подготовке и проведении акции по зомбированию Евсюкова с помощью гипноза и психотропных препаратов.
И. А. Смыков в частности сказал, что, по мнению его информатора, «дело Евсюкова» явилось составной частью большого политического заговора, направленного в данном случае на окончательную дискредитацию и разрушение системы МВД и на отставку его министра — Рашида Нургалиева.

## Участие в выборах
В сентябре 2003 года выдвигался кандидатом на должность мэра города Москвы.
В выборах не участвовал, до официальной регистрации снял свою кандидатуру в пользу Ю. М. Лужкова.
В декабре 2003 года Игорь Смыков направил в ЦИК РФ заявление о намерении баллотироваться на пост Президента Российской Федерации. Тем не менее в официальных документах ЦИК данный факт не зарегистрирован.

## Семья
- Жена — внучка генерал-лейтенанта К. Ф. Телегина.
- Сын — Константин (род. 1996).